# Аншиета (Санта-Катарина)
Аншиета (порт. Anchieta)  —  муниципалитет в Бразилии, входит в штат Санта-Катарина. Составная часть мезорегиона Запад штата Санта-Катарина. Входит в экономико-статистический  микрорегион Сан-Мигел-ду-Уэсти. Население составляет 5572 человека на 2006 год. Занимает площадь 228,580 км². Плотность населения — 24,4 чел./км².

## История
Город основан 23 марта 1963 года.

## Статистика
- Валовой внутренний продукт на 2003 составляет 47.312.455,00 реалов (данные: Бразильский институт географии и статистики).
- Валовой внутренний продукт на душу населения на 2003 составляет 7.524,25 реалов (данные: Бразильский институт географии и статистики).
- Индекс развития человеческого потенциала на 2000 составляет 0,769 (данные: Программа развития ООН).